# Draba intermedia
Draba intermedia là một loài thực vật có hoa trong họ Cải. Loài này được Hegetschw. mô tả khoa học đầu tiên năm 1839.